# 동강 (중국)

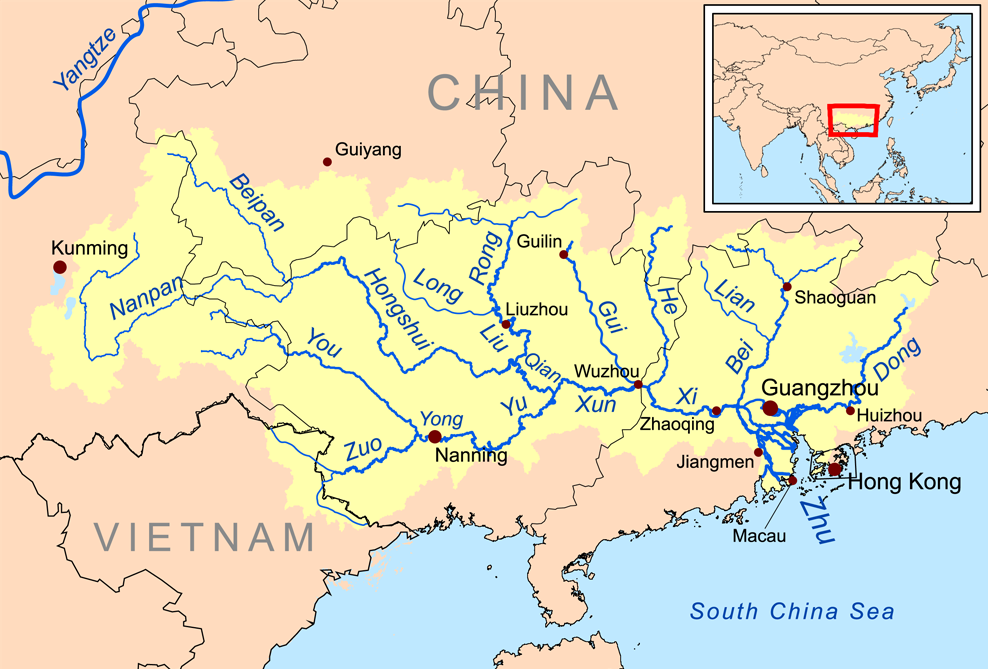
동강

동강(중국어: 东江, 병음: Dōngjiāng, 표준어: 둥장강)은 중국 남부 주강의 동쪽 지류이다. 주강의 다른 두 개의 주요 지류는 서강과 북강이다.
동강은 홍콩의 주요 상수원이다. 홍콩 특별행정구 정부는 1965년 이래 동강의 물을 사왔다. 홍콩에서 소비되는 물의 70% 이상이 동강으로부터 수입된다.

## 주요 도시
- 싱닝시

## 같이 보기
- 주강 삼각주
- 중화인민공화국의 지리